# Propojovací brána

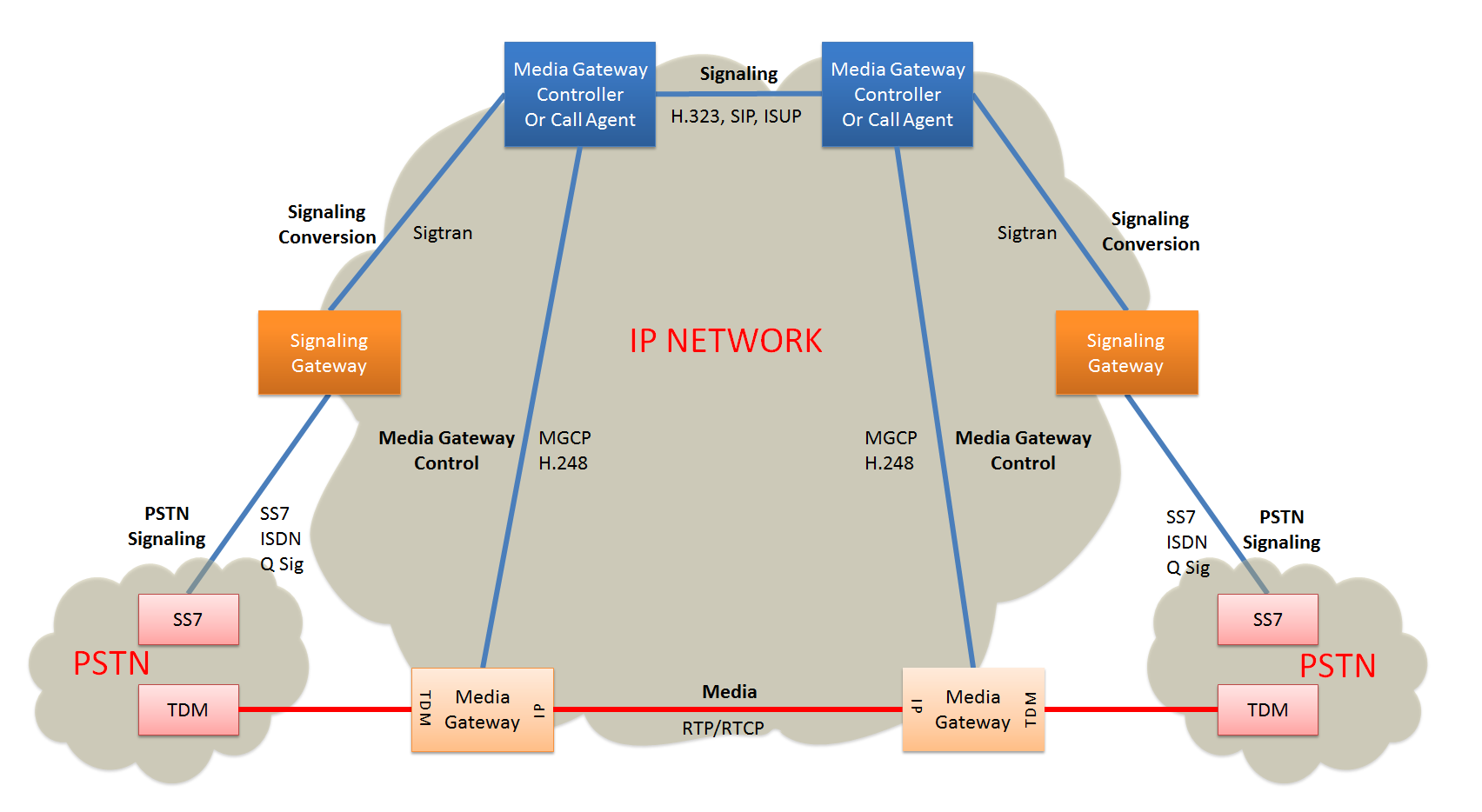
Použití propojovacích bran pro propojení telefonního hovoru mezi dvěma pevnými telefonními sítěmi IP sítí

Propojovací brána (anglicky media gateway, MG) je převodní zařízení nebo služba konvertující digitální mediální proudy (přenos hlasu a/nebo videa) mezi různými systémy telekomunikačních sítí jako je tradiční analogová telefonní síť, sítě používající Signalizační systém č. 7, rádiové přístupové sítě 2G, 2.5G a 3G, sítěmi další generace (Next Generation Network) a pobočkovými ústřednami (PBX). V sítích další generace (NGN) jsou propojovací brány vnitřním prvkem, bez kterého by multimediální komunikace nebyla možná. Propojovací brány používají různé síťové protokoly včetně Asynchronous Transfer Mode (ATM) a Internet Protocol (IP).

## Funkce a začlenění do sítě
Protože propojovací brána propojuje různé typy sítí, jednou z jejích hlavních funkcí je provádění konverzí mezi různými přenosovými a kódovacími technikami (viz transkódování). Propojovací brána zajišťuje také doplňkové funkce pro přenos multimediální komunikace jako potlačování ozvěny (echo cancellation) a generování tónů pro DTMF.
Propojovací brány jsou často řízené zvláštním řadičem propojovací brány (MGC), který zajišťuje řízení spojení a signalizaci. Pro komunikaci mezi propojovací branou a Call Agenty se používají protokoly MGCP, Megaco (H.248) a Session Initiation Protocol (SIP). Moderní propojovací brány s podporou SIP často tvoří samostatné jednotky s vlastním zabudovaným řízením spojení a signalizací a mohou fungovat jako nezávislé inteligentní koncové body SIP.
Propojovací brány Voice over Internet Protocol (VoIP) provádějí konverze mezi TDM hovorem a Media streaming protocol (obvykle Real-time Transport Protocol, RTP), stejně jako signalizační protokol používaný v systémech VoIP.
Propojovací brány pro mobilní přístup spojují rádiové přístupové sítě veřejných pozemních mobilních sítí PLMN s jádrem sítě s Next Generation. Standardy 3GPP definují funkčnost CS-MGW a IMS-MGW pro mobilní sítě používající UTRAN a GERAN.